# Nazionale femminile di rugby a 15 del Madagascar
La nazionale di rugby a 15 femminile del Madagascar (in francese Équipe du Madagascar de rugby à XV féminin) è la selezione di rugby a 15 femminile che rappresenta il Madagascar in ambito internazionale e opera sotto la giurisdizione di Malagasy Rugby.
Esordiente nel 2019, ha disputato a settembre di tale anno solo 3 incontri, tutti relativi alla Rugby Africa Women's Cup, nella cui edizione inaugurale la squadra si è classificata al terzo posto finale.
Al 2 maggio 2022 la squadra occupa la 28ª posizione del ranking World Rugby.

## Storia
Benché sufficientemente radicato nel Paese (la Federazione esiste dal 1963) il rugby femminile in Madagascar è esploso in tempi relativamente recenti: un documentario francese del 2017 portò all'attenzione del Paese l'iniziativa di una giovane rugbista sedicenne che riuscì a formare una squadra con delle compagne pescatrici del litorale e a giocare le finali nazionali di campionato ad Antananarivo, la capitale.
Già altre nazionali continentali, a parte il Sudafrica, avevano esordito in passato, come Kenya, Zambia e Zimbabwe, e in occasione della prima edizione della Coppa d'Africa femminile, che valse anche come torneo continentale di qualificazione per la Coppa del Mondo di rugby femminile 2021, la federazione malgascia allestì la squadra che, sotto la guida del C.T. Ravoavahy Lanto Nirina, debuttò ufficialmente nel rugby internazionale.
L'esordio avvenne a Brakpan, in Sudafrica, il 6 agosto 2019, una sconfitta contro il Kenya per 5-35; la prima marcatrice della storia internazionale malgascia è Veronique Rasoanekena, autrice dell'unica meta della sua squadra in tale incontro.
Il primo risultato utile fu nell'ultima giornata del campionato, un pareggio 15-15 contro l'Uganda.

## Colori e simboli
La squadra gioca con una tenuta che riprende i colori nazionali: la maglietta è rossa con maniche bianche, i pantaloncini sono bianchi e i calzettoni verdi; anche le tinte della seconda maglia omaggiano la bandiera, anche se il verde è più acceso e gli inserti bianchi e rossi sono sul petto.
Le giocatrici hanno il soprannome di Makis che, al singolare, è il nome locale di alcune specie di lemuri, endemici del Madagascar.

## Statistiche di squadra

### Incontri disputati
| Data           | Sede    | Incontro                    | Note           |
| -------------- | ------- | --------------------------- | -------------- |
| 9 agosto 2019  | Brakpan | Madagascar — Kenya 5-35     | Coppa d'Africa |
| 13 agosto 2019 | Brakpan | Madagascar — Sudafrica 0-73 | Coppa d'Africa |
| 17 agosto 2019 | Brakpan | Madagascar — Uganda 15-15   | Coppa d'Africa |

### Riepilogo per avversario
| Avversario | Primo incontro | G | V | N | P | PF | PS  | % V/G |
| ---------- | -------------- | - | - | - | - | -- | --- | ----- |
| Kenya      | 2019           | 1 | 0 | 0 | 1 | 5  | 35  | 0     |
| Sudafrica  | 2019           | 1 | 0 | 0 | 1 | 0  | 73  | 0     |
| Uganda     | 2019           | 1 | 0 | 1 | 0 | 15 | 15  | 50    |
| Totale     | Totale         | 3 | 0 | 1 | 2 | 20 | 123 | 0     |